# Scoubidou (chanson)
Pour les articles homonymes, voir Scoubidou (homonymie).
Singles de Sacha Distel
Garde ça pour toi
(1958) Oui oui oui oui
(1959)
Scoubidou ou Scoubidou (des pommes… des poires…) est une chanson française interprétée par Sacha Distel sortie en 1959. Il s'agit de l'adaptation française d'Apples, Peaches and Cherries, un tube de Peggy Lee, composé par le poète américain Abel Meeropol alias Lewis Allan. Elle remporte un grand succès et lance la carrière de Sacha Distel.

## Histoire
En 1958, Sacha Distel, neveu de Ray Ventura, vit une histoire d'amour passionnée et médiatique avec Brigitte Bardot. Musicien de jazz réputé – il est gratifié à plusieurs reprises du titre de « meilleur guitariste de jazz français » –, il ne souhaite pas pour autant être catalogué comme étant simplement « Monsieur B.B. ». Il décide donc de se lancer dans la chanson mais n'obtient que des succès d'estime. Sa rencontre avec le célèbre directeur artistique Maurice Tézé est décisive. Celui-ci lui déconseille de faire une carrière de chanteur de charme mais plutôt d'opter pour un répertoire fantaisiste.
Peu de temps après, Maurice Tézé propose à Sacha Distel d'adapter en français une chanson à succès américaine : Apples, peaches and cherries. Écrit et composé par le poète américain Abel Meeropol sous le pseudonyme de Lewis Allan, le titre est interprété par la chanteuse américaine Peggy Lee en 1950. Lors de l'écriture des paroles, l'idée leur vient d'ajouter le terme « scoubidou » qu'ils inventent en s'inspirant d'un scat de jazzman « shoo-bee-doo-be-doo ». Il s'agit à l'origine d'« une onomatopée qui utilise la voix comme instrument ou comme rythmique ». 
Autre version, « Scoubidou, dit-on, fut improvisé à la va-vite pour combler un trou de cinq minutes dans un récital donné en décembre 1958 au Casino d’Alger » par Sacha Distel , « le refrain – « des pommes, des poires et des scoubidousbidous – est repris en cœur par la France entière qui se met à confectionner les tresses en fils de plastique colorés ».
Accompagnés de Claude Bolling et son orchestre, ils enregistrent la chanson sur un super 45 tours où figurent également Ce serait dommage, Quand on s'est connu et Que ça dure. Au verso du disque, l'acteur et chanteur Maurice Chevalier signe un texte d'encouragement et d'amitié à l'attention de Sacha Distel : « (…) Je pense qu'avec de l'expérience, il pourrait bien devenir celui qui… celui que… Enfin, vous voyez ce que je veux dire. ». Puis, Sacha Distel chante Scoubidou pour la première fois en 1959 lors de la Nuit électrique, une émission enregistrée au Cirque Royal de Bruxelles. Dès le lendemain de sa diffusion à la télévision, les disquaires sont pris d'assaut par le public et enregistrent « plus de 20 000 commandes du disque ». Le titre entre dans le classement des meilleures ventes de 45 tours le 15 février 1959 et y reste 41 semaines. Pour Sacha Distel, qui s'est entre-temps séparé de Brigitte Bardot, c'est un triomphe et le véritable lancement de sa carrière.
Apprenant fortuitement l'adaptation ainsi que le succès de la chanson et n'ayant reçu aucune contrepartie financière, Abel Meeropol entame des poursuites contre Sacha Distel pour plagiat. Celui-ci reconnaît rapidement ses torts et lui verse un dédommagement financier ainsi que le pourcentage des droits d'auteur qui lui est dû.

## Influences culturelles

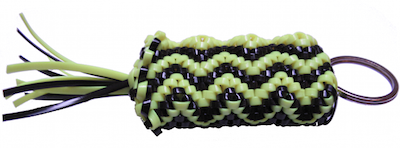
Le nom du scoubidou vient de la chanson de Sacha Distel

Si dans la chanson, le mot scoubidou n'a aucune signification et ne désigne rien, il va vite être repris pour plusieurs inventions. La plus célèbre est un objet en plastique constitué de fils multicolores tressés qui fait son apparition à la même époque et fait fureur dans les cours de récréation. Revendiquée par plusieurs inventeurs,, son origine reste inconnue. Le succès de la chanson permet de lui donner un nom : le scoubidou.  
À la même époque, Yves Colin, un goémonier de Porspoder invente un outil rotatif pour enrouler les algues et les remonter plus facilement. Ses amis « en voyant son invention, lui ont demandé ce que c'était que ce « scoubidou ». Le nom est resté. ».